# Fouquieria leonilae
Fouquieria leonilae är en tvåhjärtbladig växtart som beskrevs av Faustino Miranda. Fouquieria leonilae ingår i släktet Fouquieria och familjen Fouquieriaceae. Inga underarter finns listade i Catalogue of Life.